# Ferdinando Apap
Ferdinando Apap (Għajnsielem, 29 de julio de 1992) es un futbolista maltés que juega en la demarcación de defensa central para el Hibernians FC de la Premier League de Malta.

## Carrera
Apap es un producto de las categorías base de Ghajnsielem FC - en la temporada 2004/2005 fue el Jugador del Año en la categoría sub-12 del club. Tuvo una etapa en las categorías base del Sliema Wanderers en la temporada 2006/2007 antes de regresar al equipo de la Isla de Gozo, donde hizo su debut en el primer equipo en la temporada 2007/2008 - su primer partido fue frente al Nadur Youngsters, en 2 de marzo de 2008.
Dejó el equipo en la temporada 2011/2012 y firmó un contrato con el Sheffield FC de Inglaterra.
Regresó a Malta en la temporada siguiente, fichando con el Mosta, donde debutó en la Premier League nacional. En la temporada 2013/2014, se trasladó a los Xewkija Tigers, y en la temporada 2014/2015, firmó contrato con el Victoria Hotspurs.
En la temporada 2015/2016, regresó a su club de inicio de carrera, pero en 2018, fue recontratado por el Victoria Hotspurs.
Fichó por el Hibernians FC en junio de 2019.

## Selección internacional
Jugó para la selección sub-21 en 2012. Fue llamado para el equipo principal en mayo de 2018 y debutó el 30 de mayo, en un amistoso ante Armenia, en Wattens, Austria.

## Vida personal
Su hermana es la esposa del futbolista Daniel Bogdanović.

## Palmarés

### Distinciones individuales
| Distinción                                         | Año                  |
| -------------------------------------------------- | -------------------- |
| Jugador del año de la Asociación de Fútbol de Gozo | 2013-2014, 2018-2019 |